# Звирбулис, Микс Эгонович
Ми́кс Эго́нович Зви́рбулис (латыш. Miks Zvirbulis; род. 9 ноября 1937) — советский и латвийский кинооператор. Заслуженный деятель искусств Латвийской ССР (1970).

## Биография
Родился 9 ноября 1937 года в Риге. Отец — скульптор Эгонс Звирбулис, мать — художница А. Звирбуле.
Окончил Рижскую среднюю школу и операторский факультет Всесоюзного государственного института кинематографии в Москве (1961).
Работал оператором-потановщиком на Рижской киностудии (1960—1991). Дебютировал как оператор в документальном фильме режиссёра Гунара Пиесиса «Салацгрива». С 1992 года работал на телевидении и в кинодокументалистике.
Член Латвийского общества кинематографистов (1962) и Европейской федерации режиссёров и аудиовизуальных работников (2004).

## Признание и награды
- Офицер ордена Трёх звёзд (2020)[2]
- Два ордена Трудового Красного Знамени (1976 и 1986)
- Заслуженный деятель искусств Латвийской ССР (1970)
- Почётная грамота Кабинета Министров Латвии (2017)[3]

## Фильмография
- 1961 — Верба серая цветёт
- 1962 — День без вечера
- 1963 — Под землёй
- 1964 — Капитан Нуль
- 1966 — Я всё помню, Ричард
- 1967 — Дышите глубже
- 1968 — За поворотом — поворот
- 1970 — Клав — сын Мартина
- 1971 — Танец мотылька
- 1973 — Цыплят по осени считают
- 1974 — Нападение на тайную полицию
- 1975 — Мой друг — человек несерьёзный
- 1977 — Мужчина в расцвете лет
- 1977 — Подарки по телефону
- 1978 — Ралли
- 1979 — Всё из-за этой шальной Паулины
- 1980 — Три дня на размышление
- 1982 — Моя семья
- 1983 — Каменистый путь
- 1984 — Дверь, открытая для тебя
- 1986 — Страх
- 1987 — Этот странный лунный свет
- 1989 — Песнь, наводящая ужас
- 1991 — Индраны
- 1991 — Отдушина